# دیوید جونز (بازیکن فوتبال، زاده ۱۹۵۵)
دیوید جونز (انگلیسی: David Jones؛ زادهٔ ۱ آوریل ۱۹۵۵) بازیکن فوتبال اهل استرالیا است.
وی در تیم ملی فوتبال استرالیا بازی کرده است.